# فرانشوت تون
فرانشوت تون (بالإنجليزية: Franchot Tone)‏ (و. 1905 – 1968 م) هو مخرج أفلام، وممثل مسرحي، وممثل أفلام، وممثل تلفزي أمريكي، ولد في نياغارا فالس، نيويورك، توفي في نيويورك، عن عمر يناهز 63 عاماً، بسبب سرطان الرئة.

## التعليم
تعلم في جامعة كورنيل، وThe Hill School ‏.

## وصلات خارجية
- فرانشوت تون على موقع IMDb (الإنجليزية)
- فرانشوت تون على موقع روتن توميتوز (الإنجليزية)
- فرانشوت تون على موقع ألو سيني (الفرنسية)
- فرانشوت تون على موقع تيرنر كلاسيك موفيز (الإنجليزية)
- فرانشوت تون على موقع أول موفي (الإنجليزية)
- فرانشوت تون على موقع قاعدة بيانات برودواي على الإنترنت (الإنجليزية)
- فرانشوت تون على موقع قاعدة بيانات الأفلام السويدية (السويدية)
- فرانشوت تون على موقع إن إن دي بي (الإنجليزية)
- فرانشوت تون على موقع قاعدة بيانات الفيلم (الإنجليزية)
- فرانشوت تون على موقع كينوبويسك (الروسية)